# Donjek Glacier
Donjek Glacier är en glaciär i Kanada.   Den ligger i territoriet Yukon, i den västra delen av landet, 4 400 km väster om huvudstaden Ottawa. Donjek Glacier ligger 1 950 meter över havet.
Terrängen runt Donjek Glacier är bergig norrut, men söderut är den kuperad. Donjek Glacier ligger nere i en dal. Trakten runt Donjek Glacier är nära nog obefolkad, med mindre än två invånare per kvadratkilometer.. Det finns inga samhällen i närheten.
Trakten runt Donjek Glacier är permanent täckt av is och snö.